# 충주교통
충주교통(忠州交通)은 삼화버스공사와 함께 운행하는 충주시의 시내버스 운송회사로 전 차량이 그린시티로 운용한다.

## 역사
- 1979년 8월 3일 친선버스(현 친선고속)에서 분리되어 차고지를 용산동 지곡다리 근처에 두고 영업을 개시한다.
- 1980년 충북선 복선화로 충주역이 충원대로 545(봉방동 409)로 신축 이전하자 현 위치에 삼화버스공사와 함께 차고지를 이전한다.
- 1990년 임금인상 안 등으로 인해 승무원들이 집단으로 운행 거부 및 농성을 벌여 파업을 하다가 노사 협상 타결로 운행을 재개한다.
- 1991년 시내좌석버스가 도입되어 운행을 시작한다.
- 1998년 임금인상 안 등으로 인해 파업을 벌이다 동년 10월 노사 협상 타결로 운행을 재개한다.
- 1999년 시내좌석버스 제도를 폐지하고 해당 차량 폐차 및 해당 운행노선은 입석버스로 전환한다.
- 2003년 삼화버스공사에 이어 중형버스가 도입 운행되기 시작한다.
- 2006년 전면 상단에 "아름다운 우리충주" 슬로건을 부착한다.
- 2007년 삼화버스공사에 이어 저상버스가 도입 운행되기 시작한다.
- 2008년 노선 일부 개편을 단행하고 전면 판넬에 독도규탄 스티커를 부착한다.
- 2009년 충주시 최초로 시내버스 3대에 VTR비디오 형태였던 CCTV를 DVD형태로 바꾸면서 CCTV의 개수도 1개에서 4개로 늘어나고 승무원 복장이 와이셔츠로 통일함과 동시에 독도규탄 스티커를 "Good충주" 스티커로 변경 부착한다.
- 2010년 "아름다운 우리충주" 슬로건이 있던 자리에 "잘 사는 시민, 참 좋은 충주"라는 새 슬로건으로 변경 부착한다.
- 2011년 노선 일부 개편을 단행하고 LED 행선지표지판 설치 및 환승제를 도입한다.
- 2014년 원주시와 공동으로 BIS 서비스를 시작하면서 후면 행선판 자리와 실내에 LED가 설치된다.
- 2016년 서충주신도시 조성으로 인해 1대가 증차되었다.
- 2018년 충주기업도시와 서충주신도시 노선 추가 신설로 인해 1대가 더 증차되어 총 보유댓수 39대 달성.
- 2019년 호암지구 조성으로 인해 1대가 증차되었다.

## 갤러리

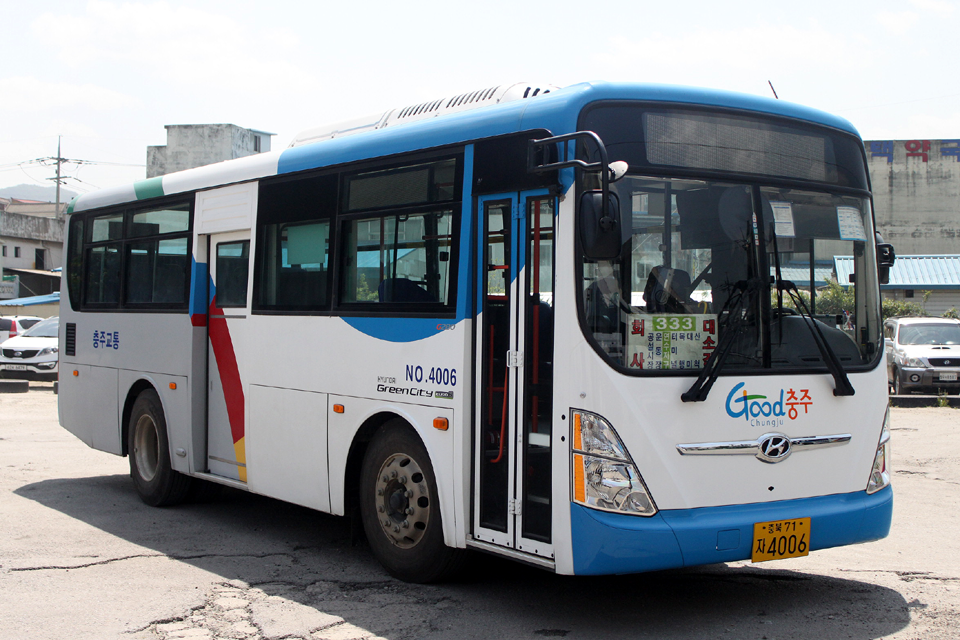
충주시내버스 333번
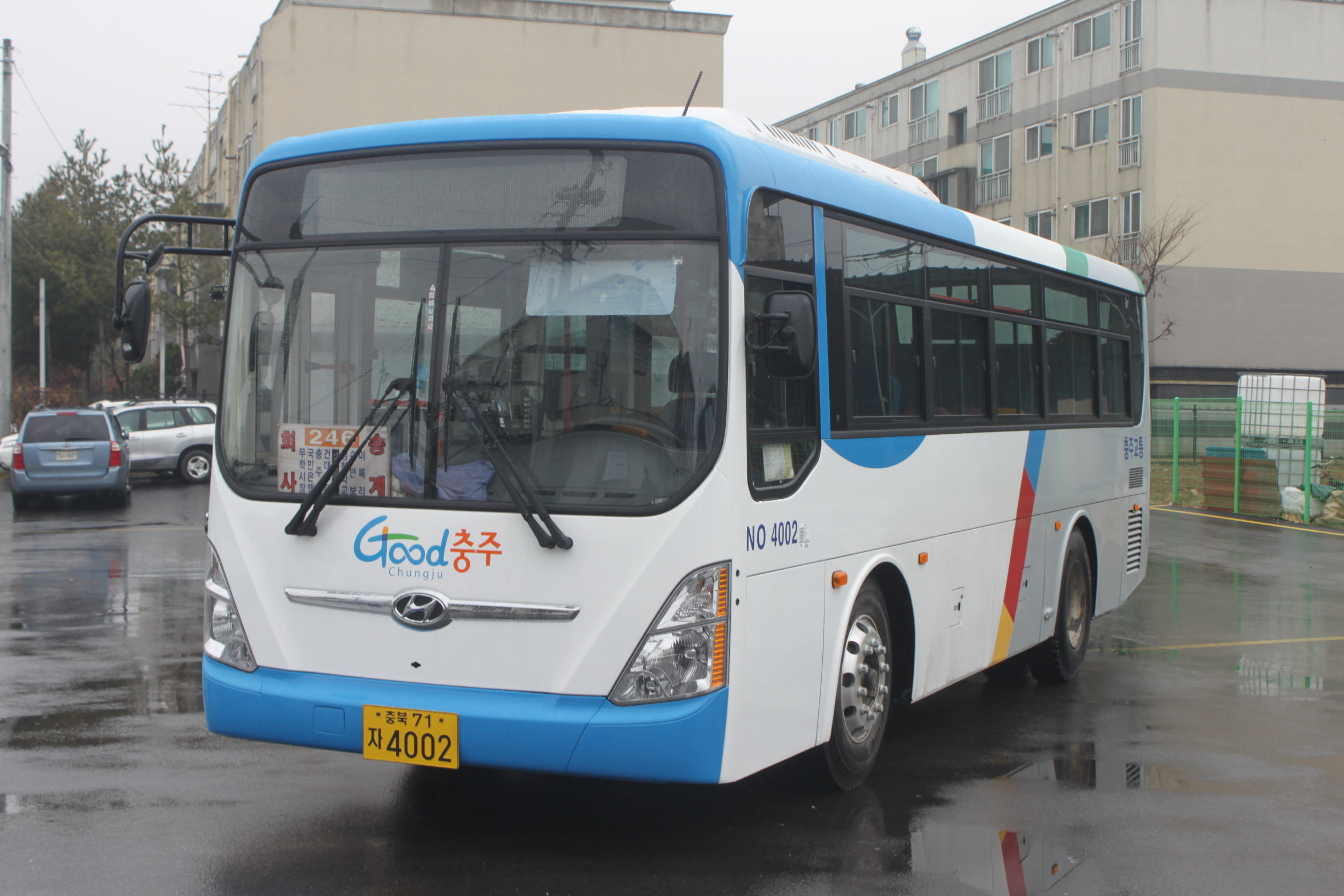
충주시내버스 246번